# Масований ракетний обстріл України 9 березня 2023
Вночі та рано в ранці 9 березня 2023 року в ході російського вторгнення в Україну російські військові завдали чергового масованого ракетного удару по об'єктах критичної інфраструктури України.
Загалом російські військові випустили 81 ракету різного типу і базування (серед них — рекордні 6 аеробалістичних ракет Х-47М2 «Кинджал»), а також 8 дронів-камікадзе.

## Обстріл

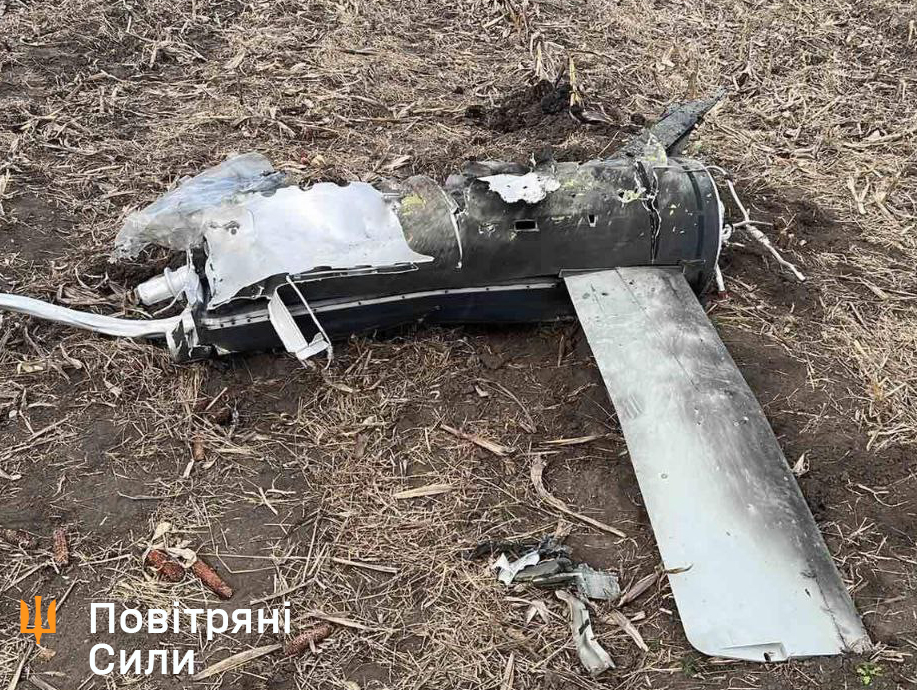
Збита крилата ракета

Загалом російські військові здійснили 81 пуск ракет різного базування:
- 28 пусків крилатих ракет повітряного базування Х-101/Х-555;
- 20 пусків крилатих ракет морського базування «Калібр»;
- 6 пусків крилатих ракет повітряного базування Х-22;
- 6 пусків аеробалістичних ракет Х-47М2 «Кинжал»;
- 8 пусків керованих авіаційних ракет: 2 — Х-31П, 6 — Х-59;
- 13 пусків зенітних керованих ракет С-300.

Крім того, здійснено 8 пусків дронів-камікадзе Shahed-136/131.
Пуски ракет були здійснені з:
- 10 стратегічних бомбардувальників Ту-95;
- 7 дальніх бомбардувальників Ту-22М3;
- 8 багатоцільових бойових літаків Су-35;
- 6 винищувачів МиГ-31К;
- 3 носіїв КР «Калибр» у Чорному морі.

Також були застосовані ракети з комплексу ППО С-300, для обстрілу наземних об'єктів.
Унаслідок атаки є загиблі, також зафіксовані влучання в об'єкти критичної інфраструктури. У низці українських регіонів були застосовані екстрені відключення електропостачання.
Силами оборони України із 48 випущених по Україні крилатих ракет Х-101/Х-555, «Калібр» було знищено 34 крилаті ракети, а також 4 БпЛА Shahed-136/131.
Лише по одному об'єкту критичної інфраструктури в Запорізькій області російські військові випустили 5 ракет від ЗРК С-300.

## Наслідки
Надвечір того ж дня було відомо про шістьох загиблих внаслідок ракетного удару.
Ракетами було пошкоджено об'єкти генерації та розподілу електричної енергії у 8 регіонах, зокрема — три електростанції компанії ДТЕК.

### Київ

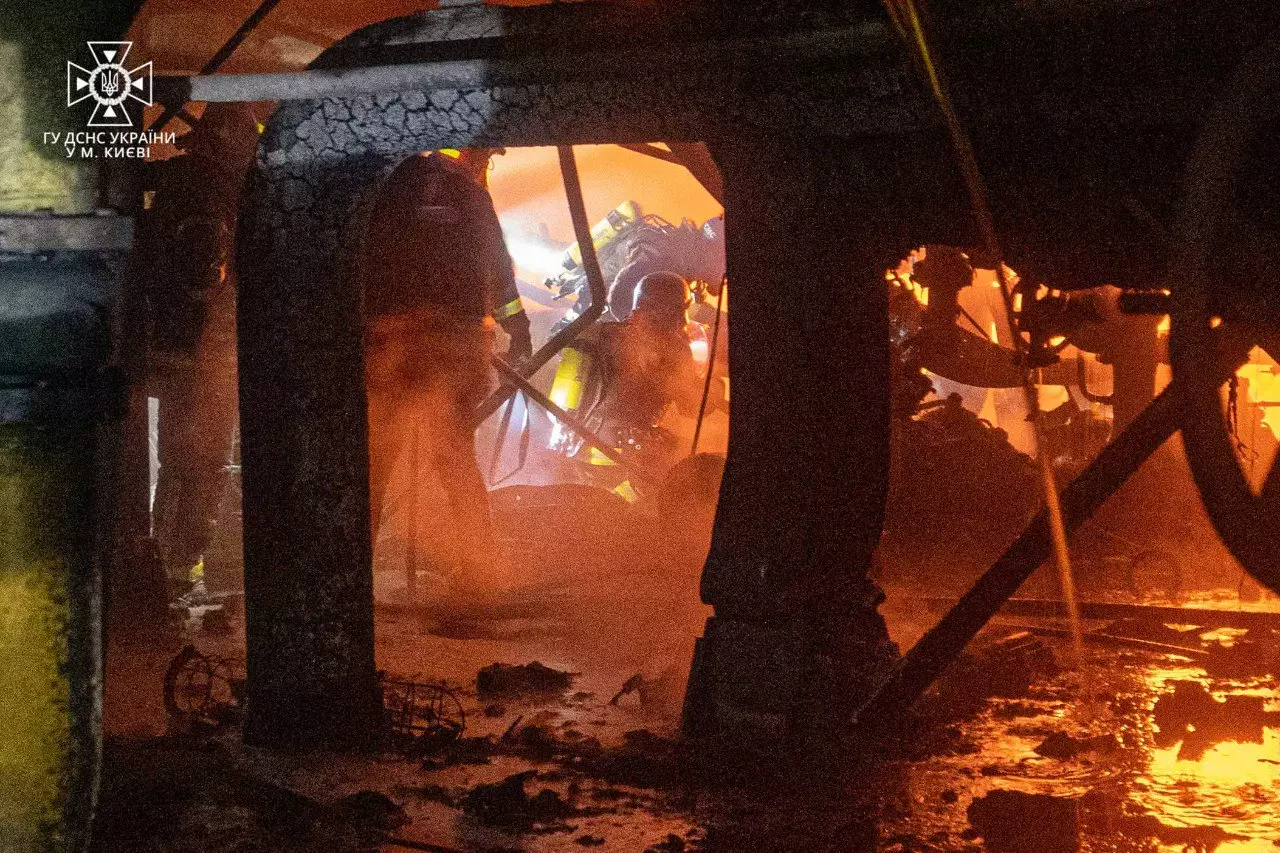
Ліквідація наслідків обстрілу в Києві

Ракети влучили у Голосіївському районі (ТЕЦ-5) та у Святошинському районі Києва. Було відомо про трьох потерпілих у Святошинському районі, внаслідок вибуху п'ять автомобілів повністю знищено та ще 15 пошкоджено. Разом з тим пошкоджені фасади будинків, які знаходяться поряд.
Наслідки обстрілу об'єкта інфраструктури ракетою «Кинджал» усували протягом трьох діб. Частково були задіяні екстрені відключення електроенергії. Майже добу без тепла були 40 % мешканців столиці.

### Харків
Уночі росіяни завдали 15 ракетних ударів по Харкову і області, постраждали об’єкти інфраструктури. Були потрапляння в об'єкти критичної інфраструктури. Декілька людей зазнали травмування.

### Запоріжжя
Під час обстрілів ЗАЕС в чергове втратила зовнішнє живлення, та перейшла в аварійний стан, у шосте з початку російського вторгнення, з живленням від дизель-генераторів.

### Львів

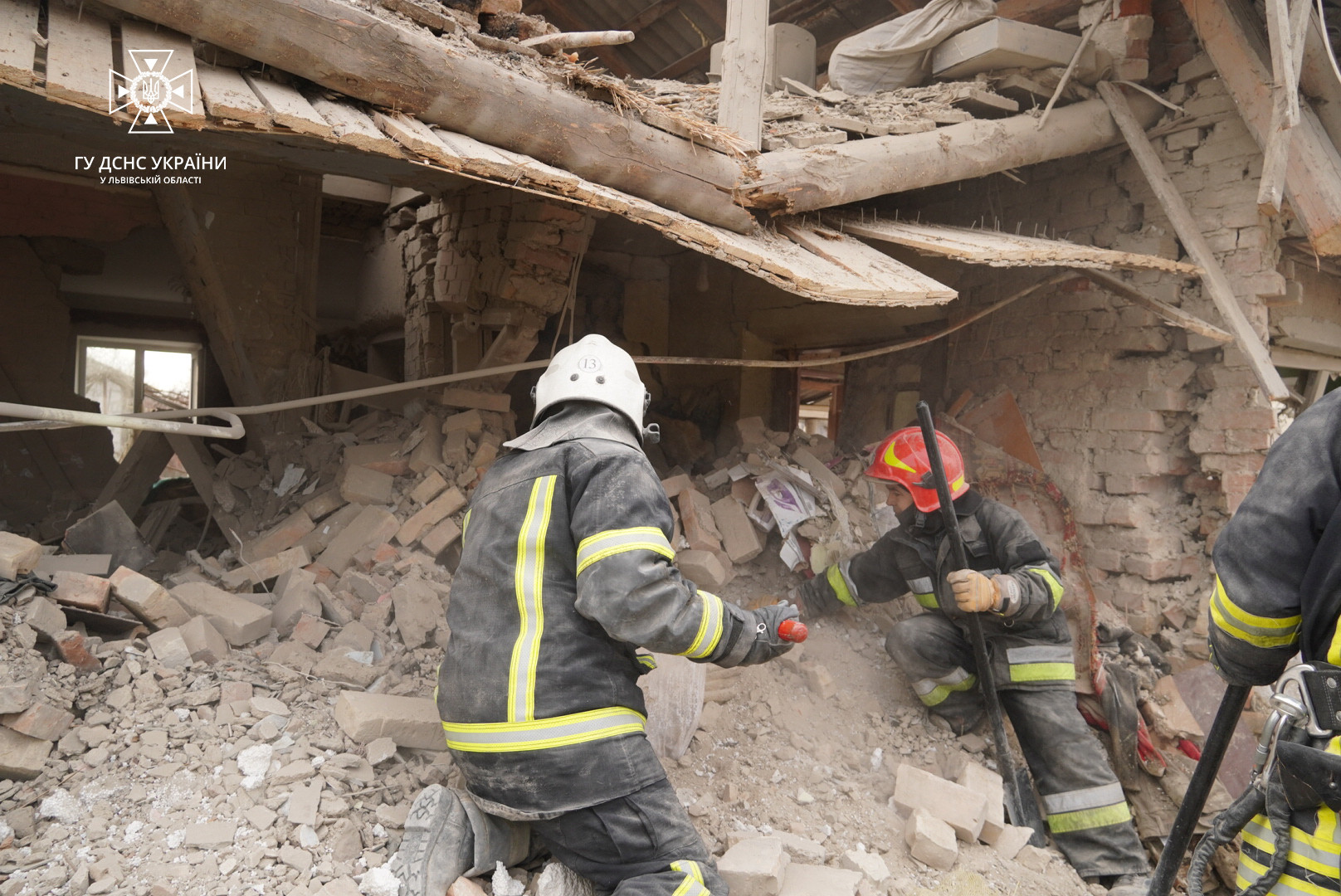
Руйнування в Великій Вільшаниці

Близько 4 ранку російська ракета поцілила по житловому сектору села Велика Вільшаниця у Золочівському районі. Внаслідок удару загинуло 5 людей. Вони на той момент перебували у власних будинках. Через удар ракети та пожежу знищені три житлові будинки, три автомобілі, гараж та кілька господарських будівель. Усього пошкоджено 3 приватних будинки.

### Житомир
У Житомирській міськраді повідомили, що по місту вночі вдарили безпілотники Shahed. Через обстріли у місті було відсутнє водопостачання.

### Одеса
О 1:55 на Одещині була оголошена повітряна тривога, вночі в регіоні пролунала серія вибухів. Голова ОВА Максим Марченко заявив про влучання ракет в об’єкт енергетичної інфраструктури області. Через ракетну атаку в Одеській області застосовуються екстрені відключення світла.

### Херсон

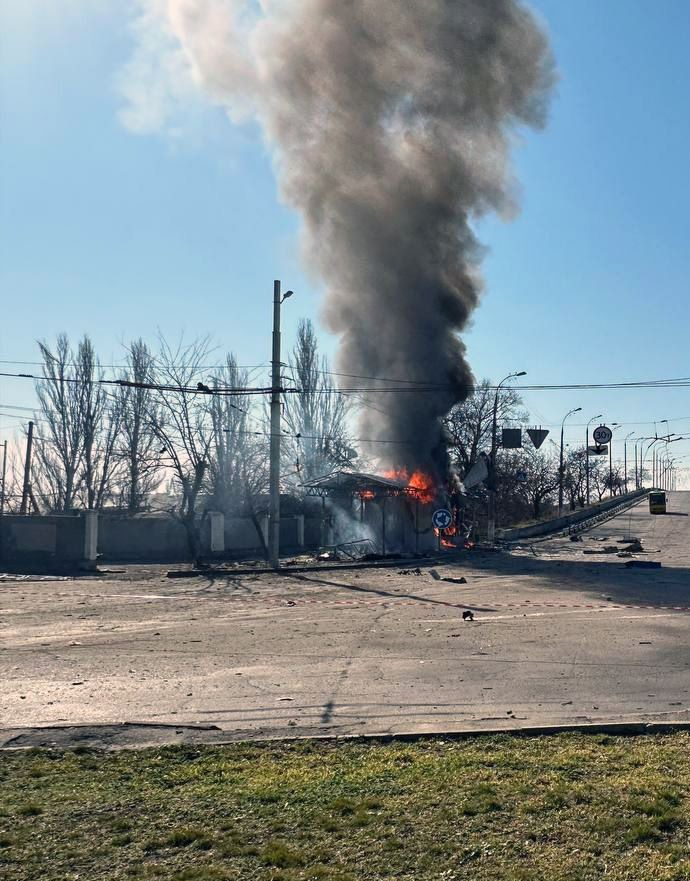
Обстріляна зупинка на Корабельній площі в Херсоні

Російська армія зранку двічі обстріляла Корабельну площу в Херсоні. Відомо про чотирьох загиблих і принаймні трьох поранених.

## Реакції
- Міноборони Росії назвало атаку «ударом відплати» за інцидент у Брянській області.[14][15]
- Генеральний директор Міжнародного агентства з атомної енергії (МАГАТЕ) Рафаель Гроссі знову закликав до встановлення забороненої зони навколо Запорізької АЕС.[10]

|                  | Кожна атака [на станцію] несе певний ризик. Якщо ми дозволимо цьому тривати, наше везіння може одного разу закінчитися. |
| — Рафаель Гроссі | |